# Pollak
Pollak oder Pollák ist ein deutscher Familienname.

## Herkunft und Bedeutung
Pollak ist ein Herkunfts- bzw. Wohnstättenname.

## Namensträger

### A
- Adolf Pollak von Rudin (1817–1884), österreichischer Unternehmer
- Alexander Pollak (* 1973), österreichischer Journalist und Autor
- Alfred Pollak von Rudin (1845–1931), österreichischer Unternehmer
- Alfred Pollak (Silberschmied) (1852–1909), tschechischer Silberschmied
- Alfred Pollak (Chemiker), österreichischer Chemiker
- Alfred Pollak (Architekt) (1886–??), tschechischer Architekt, Maler und Grafiker
- Alfred Pollak (Politiker) (1904–1988), deutscher Politiker (SPD), Mitglied der Stadtverordnetenversammlung von Groß-Berlin
- Amalie Malka Pollak (1875–1942), österreichische Sängerin (Sopran), siehe Amalia Carneri
- Andreas Pollak (Politiker) (* 1960), deutscher Politiker (Bündnis 90/Die Grünen)
- Andreas Pollak (Regisseur) (auch Andreas Pollack), Dialogbuchautor und Dialogregisseur
- Angelina Pollak-Eltz (1932–2016), österreichisch-venezolanische Anthropologin
- Arnold Pollak (* 1945), österreichischer Mediziner und Hochschullehrer
- Avshalom Pollak (* 1970), israelischer Schauspieler, Regisseur und Choreograf

### B
- Benedikt Fred Pollak (1883–1971), österreichischer Pressezeichner, siehe B. F. Dolbin
- Benjamin Pollak (* 1983), französischer Pokerspieler
- Burglinde Pollak (* 1951), deutsche Leichtathletin

### C
- Carl Josef Pollak (1877–1937), österreichischer Karikaturist, Pressezeichner, Maler und Grafiker
- Cheryl Pollak (* 1967), US-amerikanische Schauspielerin und Regisseurin
- Cornelia Pollak  (* 1983), deutsche Schauspielerin, siehe Cornelia von Fürstenberg

### E
- Eckhard Pollak (* 1938), deutscher Architekt und Landesplaner
- Egon Pollak (Dirigent) (1879–1933), tschechischer Dirigent
- Egon Pollak (Fußballspieler) (1898–1984), österreichischer Fußballspieler
- Ernst Pollak (* vor 1968), österreichischer Bahnbeamter
- Émile Pollak (1914–1978), französischer Rechtsanwalt

### F
- Felix Pollak (Schriftsteller) (1909–1987), österreichisch-amerikanischer Schriftsteller, Übersetzer und Bibliothekar
- Felix Angelo Pollak (1882–1936), österreichischer Architekt
- Frank Pollak (1910–1968), israelischer Komponist, siehe  Frank Pelleg
- Friedrich Pollak (Fritz Pollak), österreichischer Kunsthistoriker

### G
- Guido Pollak (* 1952), deutscher Erziehungswissenschaftler
- Gustav Pollak (1898–1981), österreichischer Fußballspieler und -trainer

### H
- Heinrich Pollak (Schriftsteller) (1834–1908), österreichischer Journalist und Schriftsteller
- Heinrich Pollak, eigentlicher Name von Heinrich Prechtler (1859–1917), österreichischer Schauspieler
- Heinrich Pollak (Politiker) (1922–1989), deutscher Lehrer und Politiker
- Heinz Pollak (Mediziner) (1911–2003), österreichischer Mediziner und Widerstandskämpfer
- Heinz Pollak (Produktionsleiter) (1913–1974), österreichischer Filmproduktionsleiter
- Helga Pollak (* 1935), deutsche Finanzwissenschaftlerin und Hochschullehrerin
- Helga Pollak-Kinsky (1930–2020), österreichische Holocaustüberlebende und Tagebuchautorin
- Henry Otto Pollak (* 1927), US-amerikanischer Mathematiker

### J
- Jakob Pollak (um 1460–1541), Rabbiner und Gelehrter
- Jakob Eduard Pollak (1818–1891), österreichischer Mediziner und Ethnograph, siehe Jakob Eduard Polak
- Jaroslav Pollák (1947–2020), tschechoslowakischer Fußballspieler
- Johann Pollak (Bildhauer) (1843–1917), deutscher Bildhauer
- Johann Pollak (Judoka) (1948–2019), österreichischer Judoka
- Julia Pollak (* 2002), deutsche Fußballspielerin
- Julius Pollak (1845–1920), österreichischer Maler

### K
- Kay Pollak (* 1938), schwedischer Filmregisseur und Autor
- Kevin Pollak (* 1957), US-amerikanischer Komiker

### L
- Leo Wenzel Pollak (1888–1964), tschechoslowakisch-irischer Geophysiker und Meteorologe
- Leopold Pollak (1806–1880), österreichischer Maler
- Linsey Pollak (* 1952), australischer Musiker und Instrumentenbauer
- Lisa Pollak, US-amerikanische Journalistin
- Louis H. Pollak (1922–2012), US-amerikanischer Rechtswissenschaftler
- Ludwig Pollak (1868–1943), österreichisch-tschechoslowakischer Archäologe und Kunsthändler
- Ludwig Pollak(1882–1953), deutscher Landrat
- Luigi Pollak (1887–1920), italienischer Fußballspieler

### M
- Marianne Pollak (1891–1963), österreichische Politikerin
- Marie-Sophie Pollak (* 1988), deutsche Sängerin (Sopran)
- Mihály Pollak (1773–1855), österreichischer Architekt
- Miksa Pollák (1868–1944), ungarischer Rabbiner und Historiker
- Mimi Pollak (1903–1999), schwedische Schauspielerin und Regisseurin

### O
- Oscar Pollak (1893–1963), österreichischer Journalist
- Oskar Pollak (1883–1915), böhmischer Kunsthistoriker

### P
- Peggy E. Pollak, US-amerikanische Botanikerin und Mikrobiologin
- Peter Pollák (* 1973), slowakischer Politiker
- Petra Pollak (* 1961), deutsche Juristin, Rechtsanwältin und Richterin am Thüringer Verfassungsgerichtshof

### R
- Reinhard Pollak (* 1973), deutscher Soziologe
- Robert Pollak (Geiger) (1880–1962), österreichischer Geiger, Musikpädagoge und Dirigent
- Robert A. Pollak (* 1938), US-amerikanischer Wirtschaftswissenschaftler
- Robert Adam Pollak (1877–1961), österreichischer Schriftsteller, Übersetzer und Jurist, siehe Robert Adam (Schriftsteller)
- Rudolf Pollak (1864–1939), österreichischer Jurist

### S
- Sabine Pollak (* 1960), österreichische Architektin und Architekturtheoretikerin
- Stefan Pollak (Mediziner) (* 1949), österreichischer Rechtsmediziner
- Stefan Pollak (Moderator), deutscher Moderator und Gewinnspielpräsentator

### V
- Viktor Pollak (1917–1999), österreichischer Medizintechniker

### W
- Walter Pollak (* 1936), deutscher Leichtathlet
- Wilhelm Johann Pollak (1802–1860), österreichischer Maler
- Wilhelm Pollak (1899–1946), österreichischer Fotograf
- Wolfgang Pollak (1915–1995), österreichischer Sprachwissenschaftler und Hochschullehrer